# Anomalon ocellatum
Anomalon ocellatum là một loài tò vò trong họ Ichneumonidae.